# Sleaford Bay
Sleaford Bay är en vik i Australien. Den ligger i delstaten South Australia, omkring 260 kilometer väster om delstatshuvudstaden Adelaide.
Genomsnittlig årsnederbörd är 585 millimeter. Den regnigaste månaden är juni, med i genomsnitt 126 mm nederbörd, och den torraste är januari, med 16 mm nederbörd.